# Guamote
Guamote är en ort i Ecuador.   Den ligger i provinsen Chimborazo, i den centrala delen av landet, 190 km söder om huvudstaden Quito. Guamote ligger 3 045 meter över havet och antalet invånare är 1 912.
Terrängen runt Guamote är huvudsakligen lite bergig. Guamote ligger nere i en dal. Runt Guamote är det ganska glesbefolkat, med 36 invånare per kvadratkilometer. Det finns inga andra samhällen i närheten. Omgivningarna runt Guamote är i huvudsak ett öppet busklandskap.